# Kokchetau
Kokchetaou (en kazakh : Көкшетау, aussi transcrit Kökşetaw ; en russe : Кокшетау, autrefois Kokchetav) est une ville du nord du Kazakhstan et la capitale administrative de l'oblys d'Aqmola. Sa population s'élevait à 140 867 en 2014.

## Géographie
Elle est située à 275 km au nord-ouest d'Astana.

## Économie
Kokchetaou compte quelques industries agroalimentaires (eau minérale, vodka). Une exploitation aurifère se trouve au nord de la ville. Une ligne à haute tension dessert Kokchetaou depuis Ekibastouz, avec une tension record de 1 150 kV. Longue de 432 km, cette ligne aérienne est suspendue à des pylônes de 60 m de hauteur.

## Transports
Kokchetaou est un carrefour ferroviaire, où se croisent une ligne nord-sud reliant Petropavl à Karaganda et une ligne ouest-est reliant Kostanaï à la Russie.

## Population
Recensements (*) ou estimations de la population
| 1897* | 1939*  | 1959*  | 1970*  | 1979*   | 1989*   | 1999*   | 2009*   |
| ----- | ------ | ------ | ------ | ------- | ------- | ------- | ------- |
| 4 962 | 19 300 | 52 909 | 80 564 | 103 162 | 136 757 | 123 389 | 135 106 |

| 2011    | 2012    | 2013    | 2014    | 2022    | - | - | - |
| ------- | ------- | ------- | ------- | ------- | - | - | - |
| 137 217 | 136 835 | 139 063 | 140 867 | 150 649 | - | - | - |

## Climat
| Mois                                        | jan.       | fév.     | mars      | avril      | mai       | juin      | jui.      | août      | sep.       | oct.     | nov.       | déc.     | année     |
| ------------------------------------------- | ---------- | -------- | --------- | ---------- | --------- | --------- | --------- | --------- | ---------- | -------- | ---------- | -------- | --------- |
| Température minimale moyenne (°C)           | −18,8      | −18      | −10,5     | −0,2       | 6,9       | 12,1      | 13,8      | 12        | 6,4        | 0,6      | −9,2       | −15,7    | −1,7      |
| Température moyenne (°C)                    | −14,3      | −13,2    | −5,7      | 5,1        | 13,5      | 18,6      | 19,6      | 17,8      | 11,8       | 4,7      | −5,6       | −11,7    | 3,4       |
| Température maximale moyenne (°C)           | −10,3      | −8,8     | −1,2      | 10,5       | 19,6      | 24,3      | 25,2      | 23,6      | 17,3       | 9,1      | −2,2       | −8,1     | 8,3       |
| Record de froid (°C) date du record         | −42,2 1969 | −42 1977 | −45 1954  | −26,1 1952 | −8,9 1950 | −5,7 1984 | 2 2002    | −2,2 1996 | −10,5 2017 | −26 1976 | −42,6 1998 | −44 1976 | −45 1954  |
| Record de chaleur (°C) date du record       | 4 1975     | 6,6 2016 | 18,7 2008 | 30,3 1982  | 35,5 2004 | 40,1 1988 | 39,2 2021 | 37,7 1998 | 35 2003    | 25 2018  | 16,5 2006  | 6 1975   | 40,1 1988 |
| Ensoleillement (h)                          | 89         | 127      | 196       | 227        | 277       | 306       | 313       | 250       | 190        | 118      | 88         | 75       | 2 256     |
| Précipitations (mm)                         | 13         | 11       | 13        | 20         | 27        | 42        | 69        | 43        | 23         | 22       | 19         | 15       | 317       |
| dont neige (cm)                             | 3          | 3        | 1         | 0          | 0         | 0         | 0         | 0         | 0          | 0        | 0          | 1        | 8         |
| Record de pluie en 24 h (mm) date du record | 31 1919    | 23 1905  | 22 1918   | 39 2006    | 36 2003   | 81 1990   | 78 1985   | 51 1954   | 53 1928    | 38 1896  | 22 1979    | 22 1977  | 81 1990   |
| Nombre de jours avec précipitations         | 3,7        | 3,4      | 3         | 4,2        | 6,5       | 6,5       | 8,5       | 7,3       | 5,5        | 6,2      | 4,3        | 3,3      | 62,4      |

| Diagramme climatique                                  |           |             |            |           |            |            |          |           |          |            |             |
| J                                                     | F         | M           | A          | M         | J          | J          | A        | S         | O        | N          | D           |
| −10,3−18,813                                          | −8,8−1811 | −1,2−10,513 | 10,5−0,220 | 19,66,927 | 24,312,142 | 25,213,869 | 23,61243 | 17,36,423 | 9,10,622 | −2,2−9,219 | −8,1−15,715 |
| Moyennes : • Temp. maxi et mini °C • Précipitation mm |           |             |            |           |            |            |          |           |          |            |             |